# Opatija Sainte-Trinité, Caen
Opatija Sainte-Trinité (Sveta Trojica), znana tudi kot Abbaye aux Dames, je nekdanji ženski samostan v Caenu, Normandija, sedaj sedež regionalnega sveta Spodnje Normandije. Del kompleka je opatijska cerkev Sainte-Trinité.

## Zgodovina
Samostan je bil kot ženski benediktinski samostan ali Abbaye aux Dames ("Ženski samostan") ustanovljen v poznem 11. stoletju. Njegova ustanovitelja sta  Viljem Osvajalec in njegova žena Matilda Flandrijska. Abbaye aux Hommes ("Moški samostan") je formalno Opatija St-Etienne. Dela so se začela leta 1062, začenši od vzhoda (prezbiterija) in se končala leta 1130. Matilda, ki je umrl leta 1083, je bila pokopan v koru pod ploščo iz črnega marmorja.
Sin Viljema in Matilde, Viljem II. Angleški je daroval tudi opatijo v dvorcu Horstead, v Norfolku, kjer je bila Horstead Priory ustanovljena s sklepom in delovala do 1414. 
Prvotne fiale so bile uničene v stoletni vojni in nadomeščene z manj zanimivo balustrado v začetku 18. stoletja. Skupnost nun je bila v času francoske revolucije razpršena in zatrta. Leta 1823 je lokalni mestni svet odločil, da prenese starodavni Hôtel-Dieu (morda ga je tudi ustanovil Viljem Osvajalec, vendar bolj verjetno kralj Henrik II. Angleški), v nekdanji samostan kot bolnišnico ter jo dal redu canonesses, ki so prevzele odgovornost za bolnišnico iz dveh opatij v 14. stoletju, ki jih je ustanovil tam. Canonesses so delovale do leta 1908, ko je bil objekt namenjen Hospic Saint-Louis za uporabo za dom za ostarele.
Leta 1865 se je porušil obok in bil še istega leta obnovljen. Cerkev je bila nazadnje obnovljena med letoma 1990 in 1993.

## Arhitektura
Dimenzije opatijske cerkve Svete Trojice so bolj skromne od tistih v moški opatij, opatiji Saint-Etienne. Če je njena ladja krajša, ožja in nižja, je cerkev svete Trojice bolj okrašena in urejena kot njen bolj slavni spremljevalec.
Fasada ima dva velika stolpa na straneh, vsak z vrati, ki vodijo do stranskih ladij. Štirje oporniki navpično razmejujejo sprednji del ladje in steblo obeh stolpov. Spodnja etaža stolpov ima veliko verando, druga raven je prebodena z majhnim obokom, tretja raven je okrašena s tremi slepimi loki z oblikovanimi arhivolti, ki počivajo na stebrih, četrto nadstropje je prekrito z ozkimi loki in okrašena zelo vitkimi stebri. Vrsta œils-de-vola, grimase in končno, ograja iz klasičnega obdobja zaključujejo ta dva stolpa.
Pediment osrednjega vhoda sledi strehi ladje. Glavna vrata so bila iznakažena v devetnajstem stoletju. Timpanon osrednjega portala upodablja Sveto Trojico in štiri apokaliptične zveri, simbole štirih evangelistov. Leta 1859, je Adolphe-Victor Geoffroy-Dechaume izdelal relief 3,87 / 1,95 m, ki predstavlja tri sedeče figure in štiri simbole evangelistov. Delo je bilo končano okoli 1862. Leta 1866 je škof Bayeuxa zahteval uničenje na podlagi dejstva, da je bila predstavitev Trojice v obliki treh ljudi, prepovedana s strani Cerkve. Odbor za zgodovinske spomenike je odločil v prid nadaljevanja dela.  V drugem nadstropju je srednji del fasade preboden s tremi velikimi okni, tretji del ima dva slepa loka in dve okni. Celota je okronana z okrašenim čelom.
- Glavna ladja.
- Apsida.
- Pogled v stransko ladjo.
- Fasada.

Glavna in stranski ladji so ločene s koničastimi oboki, nad katerimi je triforij, ki podpira obok, prvi te vrste zgrajen v Normandiji leta 1130. V središču transepta cerkve, je mesto glavnega oltarja. Severni transept je v romanskem slogu, odpira se čez majhno apsido (kapela zakramenta), v kateri je nameščen tabernakelj. Južni transept ima značilne gotske stebre, vključene v romansko dekoracijo.
Kor se konča z apsido okrašeno s štirimi stebri in galerijo s fantastičnimi figurami. V cerkvi je kripta v čast svetega Nikolaja.
Kraljica Matilda leži v grobu, ki se nahaja v koru opatije. Na nagrobniku, ki ga ščiti obok je vgraviran napis.